# باربی
باربی عروسکی است که در مارس ۱۹۵۹ توسط شرکت متل ساخته و روانه بازار شد. روث هندلر این عروسک را با الهام از عروسکی آلمانی به نام بیلد لیلی به وجود آورد.
باربی نماد برندی از عروسک‌ها و لوازم جانبی متل است که شامل سایر اعضای خانواده و عروسک‌های کلکسیونی می‌شود. باربی بیش از شصت سال است که بخش مهمی از بازار عروسک‌های مد اسباب‌بازی و همین‌طور موضوع جنجال‌ها و شکایت‌های بسیاری بوده است که بیشتر شامل تقلید از عروسک و سبک زندگی او می‌شود. متل بیش از یک میلیارد عروسک باربی را فروخته است که آن را به بزرگ‌ترین و سودآورترین خط تولید این شرکت تبدیل کرده است.
نام تجاری این عروسک از اواخر دهه ۱۹۸۰ به یک امتیاز رسانه‌ای گسترش یافته است؛ از جمله مجموعه‌ای طولانی مدت از انیمیشن‌های باربی که در سال ۲۰۰۱ آغاز شد. از سال ۲۰۰۱ تا ۲۰۱۷ فیلم‌ها به‌طور منظم از کانال نیکلودئون پخش می‌شدند.
باربی و دوست پسرش کن به عنوان دو عروسک محبوب در جهان توصیف شده‌اند. این عروسک با تبدیل شدن به وسیله برای فروش کالاهای مرتبط (لوازم جانبی، لباس، دوستان باربی و غیره) تجارت اسباب بازی را در جوامع مرفه در سراسر جهان متحول کرده است. دان ریچارد کاکس در سال ۱۹۹۷ برای مجله فرهنگ عامه پسند نوشت: باربی با بیان ویژگی‌های استقلال زنان، و با انبوه لوازم جانبی، یک سبک زندگی مجلل ایده‌آل که می‌تواند با دوستان مرفه به اشتراک گذاشته شود، تأثیر قابل‌توجهی بر ارزش‌های اجتماعی دارد.
فروش عروسک‌های باربی از سال ۲۰۱۴ تا ۲۰۱۶ به شدت کاهش پیدا کرد. در سال ۲۰۲۰ متل ۱/۳۵ میلیارد دلار عروسک و لوازم جانبی باربی فروخت و این بهترین رشد فروش عروسک‌های باربی در دو دهه اخیر بود. این افزایش نسبت به فروش ۹۵۰ میلیون دلاری این برند در سال ۲۰۱۷ است.

## پیدایش

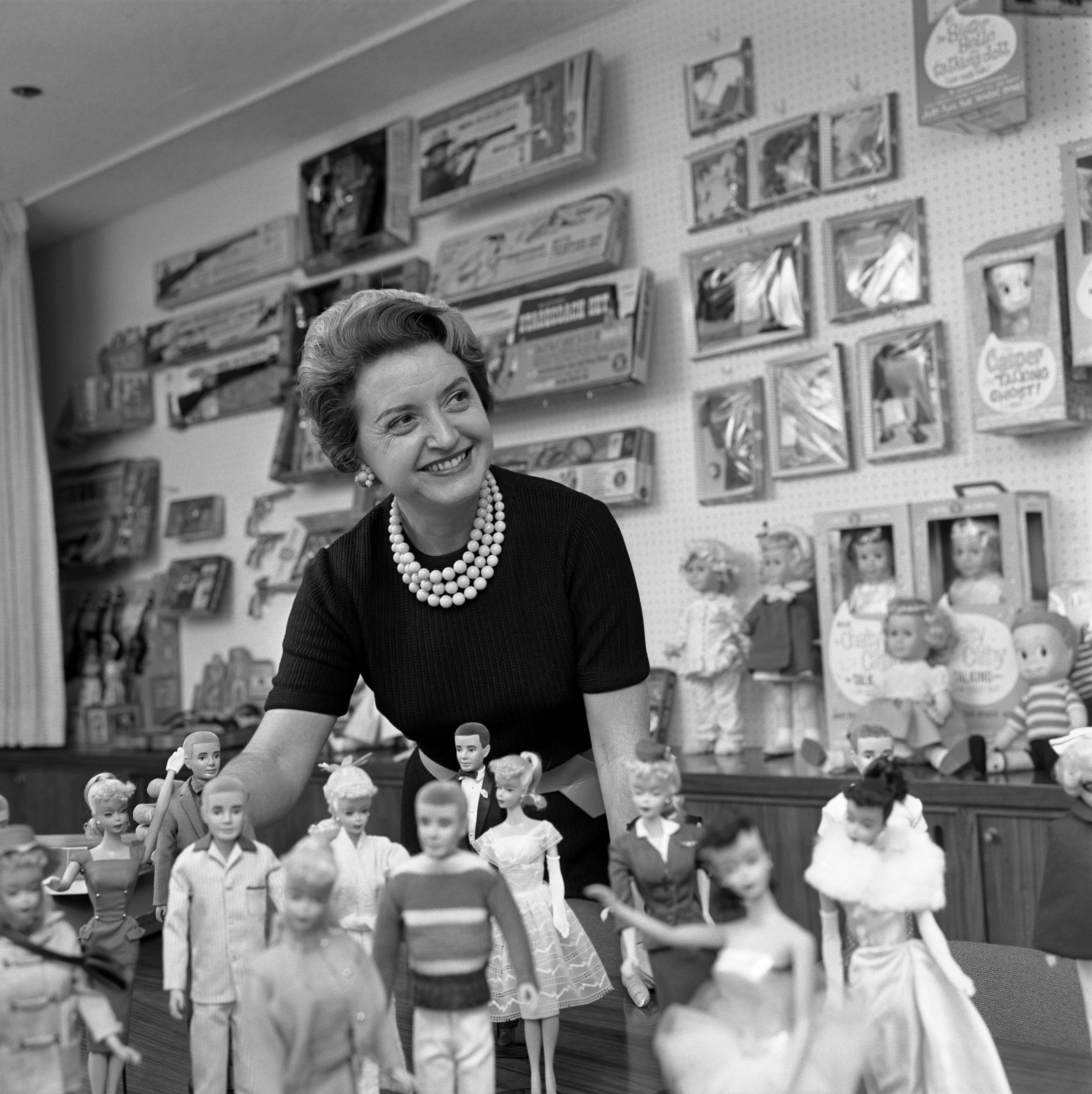
خالق باربی روث هندلر با مجموعه ای از محصولات باربی و متل (۱۹۶۱)

روث هندلر هنگام دیدن بازی دخترش باربارا با عروسک‌های کاغذی متوجه شد او از بازی دادن آن‌ها در نقش بزرگسالان لذت می‌برد. در آن زمان بیشتر عروسک‌ها به شکل کودکان خردسال ساخته می‌شدند. هندلر با درک این موضوع که ممکن است شکافی در بازار وجود داشته باشد ایده ساخت عروسکی با اندام بزرگسالان را به همسرش الیوت پیشنهاد نمود. اما همسرش به عنوان مدیر شرکت متل اشتیاقی به این پیشنهاد نشان نداد.
روث هندلر در سال ۱۹۵۶ در سفری به آلمان به همراه فرزندانش باربارا و کنت، به عروسکی که بیلد لیلی نامیده می‌شد برخورد نمود. عروسک بالغ دقیقاً همان چیزی بود که هندلر در ذهن داشت. او سه عدد از این عروسک‌ها را خرید. یکی را به دخترش داد و دوتای دیگر را به متل برد. عروسک بیلد لیلی بر اساس شخصیت محبوبی بود که در داستان مصوری که توسط راینهارت بوتین برای روزنامه بیلد کشیده شده بود ظاهر شد. بیلد لیلی یک بلوند جذاب بود. دختری شاغلی که می‌دانست چه می‌خواهد و از مردان برای به رسیدن به اهداف و خواسته‌هایش استفاده نمی‌کرد. عروسک بیلد لیلی برای نخستین بار در سال ۱۹۵۵ در آلمان فروخته شد و اگرچه در ابتدا به بزرگسالان فروخته می‌شد اما در بین کودکانی که از پوشیدن لباس‌های جداگانه او لذت می‌بردند محبوب شد.
هندلر پس از بازگشت به آمریکا عروسک را با کمک طراح محلی، جک رایان دوباره طراحی کرد و عروسک به نام باربارا (دختر روث هندلر) نام جدیدی به نام باربی گرفت. عروسک باربی نخستین حضور خود را در «نمایشگاه بین‌المللی اسباب بازی آمریکا» در شهر نیویورک در ۹ مارس ۱۹۵۹ انجام داد. این تاریخ همچنین به عنوان تولد رسمی باربی استفاده می‌شود.

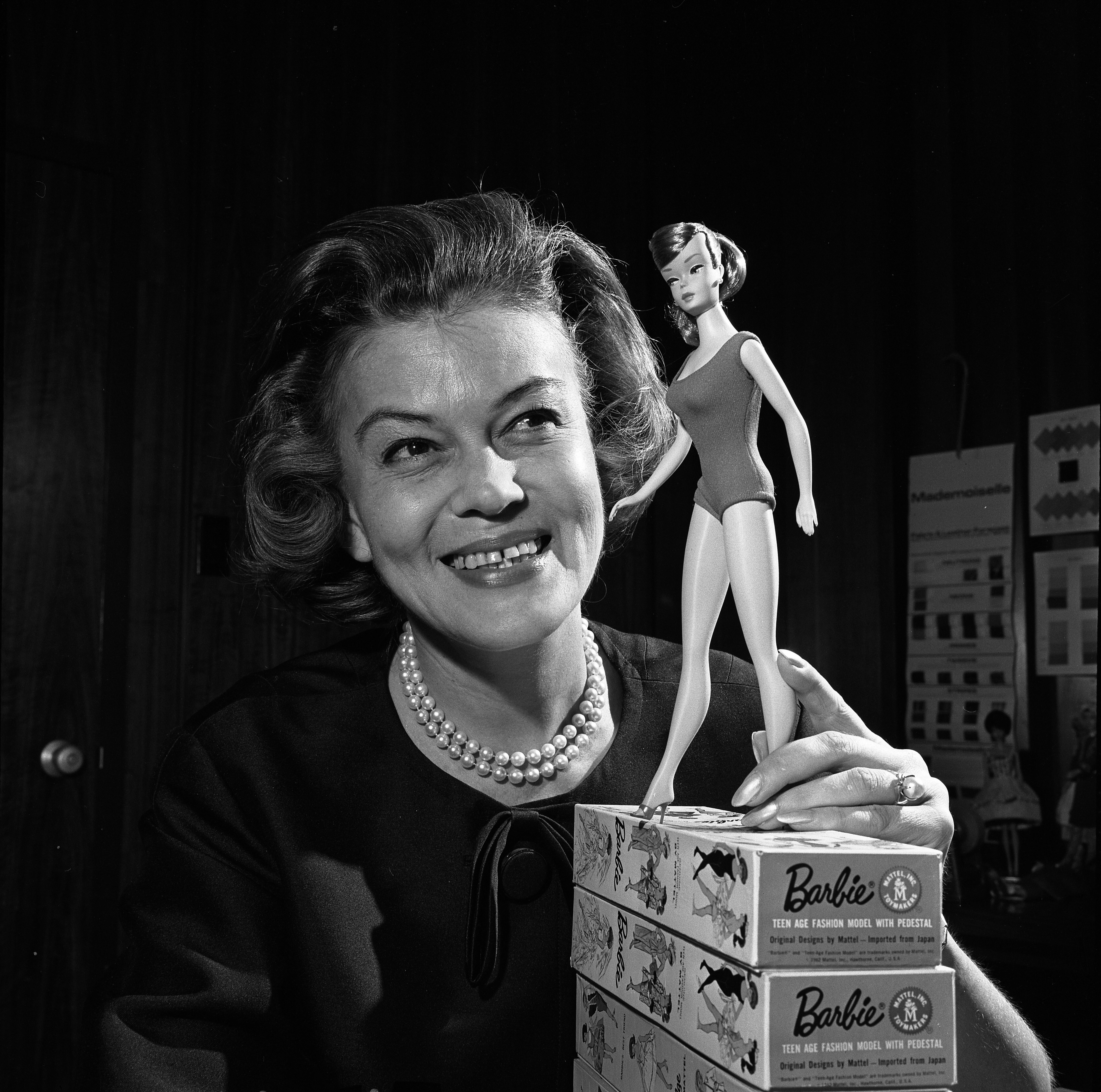
طراح شارلوت جانسون با یک عروسک ۱۹۶۵

نخستین عروسک باربی با مایو راه‌راه سیاه و سفید و موهای دم اسبی و به دو رنگ بلوند و خرمایی عرضه شد. این عروسک به عنوان مدل نوجوان با پوشاکی که شارلوت جانسون طراحی نموده بود روانه بازار شد. نخستین عروسک‌های باربی در ژاپن تولید شد و لباس‌های آنها توسط کارگران ژاپنی با دست دوخته شد. در نخستین سال تولید باربی نزدیک به ۳۵۰٫۰۰۰ عدد از این عروسک به فروش رفت.
«لوئیس مارکس و شرکت» (تولیدکننده اسباب بازی آمریکایی) در مارس ۱۹۶۱ از شرکت متل شکایت کرد. پس از صدور مجوز بیلد لیلی، آنها ادعا کردند که متل «اختراع گرینر و هاوسر را برای مفصل ران بیلد لیلی» را نقض کرده است و همچنین ادعا کردند که باربی «یک برخاست مستقیم و کپی» از بیلد لیلی است. علاوه بر این این شرکت ادعا کرد که متل به دروغ خود را به عنوان منشأ طراح اصلی معرفی کرده است. متل ادعای متقابل کرد و پرونده در سال ۱۹۶۳ خارج از دادگاه حل شد. همچنین متل در سال ۱۹۶۴ با کسب امتیاز عروسک بیلد لیلی از آلمان، تولید آن را متوقف ساخت.
روث هندلر معتقد بود که برای باربی مهم است که ظاهری بزرگسالانه داشته باشد. بررسی اولیه بازار نشان داد که برخی از والدین از قفسه سینه عروسک که سینه‌های مشخصی داشت ناراضی بودند. ظاهر باربی بارها تغییر کرده است. به ویژه در سال ۱۹۷۱ زمانی که چشمان عروسک به جای نگاه فروتنانه به مدل اصلی، طوری تنظیم شد که به جلو نگاه کند. این آخرین تغییری بود که روث هندلر در باربی ایجاد کرد زیرا سه سال بعد، او و همسرش الیوت پس از آن که متل آنها را به دلیل انتشار گزارش‌های مالی نادرست و گمراه‌کننده متهم کرد از پست‌های خود در شرکت متل برکنار شدند.
باربی یکی از نخستین اسباب‌بازی‌هایی بود که استراتژی بازاریابی بر اساس تبلیغات تلویزیونی داشت که توسط اسباب‌بازی‌های دیگر به‌طور گسترده‌ای کپی شده است. تخمین زده می‌شود که بیش از یک میلیارد عروسک باربی در سراسر جهان در بیش از ۱۵۰ کشور جهان فروخته شده است. بر پایه ادعای متل در هر ثانیه سه عروسک باربی فروخته می‌شود.
طیف استاندارد عروسک‌های باربی و لوازم جانبی مربوط آن در مقیاس تقریباً ۱/۶ تولید می‌شوند که به عنوان مقیاس بازی نیز شناخته می‌شود. عروسک‌های استاندارد تقریباً ۱۱ و نیم اینچ (۲۹ سانتی‌متر) قد دارند.

## حضور در رسانه‌ها

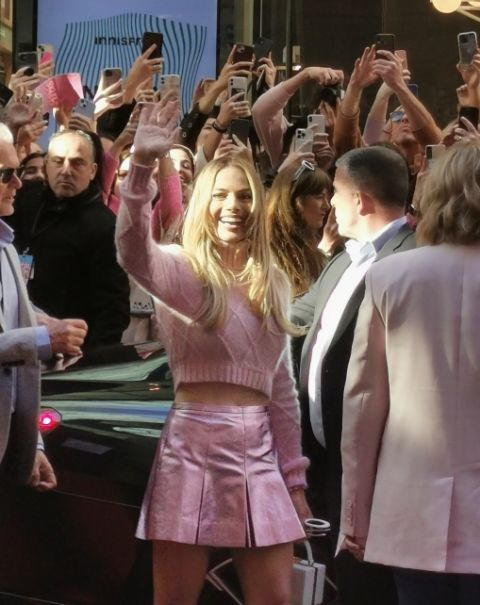
مارگو رابی روی فرش صورتی در نمایش باربی در سیدنی استرالیا

از اواسط تا اواخر دهه ۱۹۸۰ محصولات با برند باربی نه تنها شامل طیف گسترده‌ای از عروسک‌ها به همراه لباس‌ها و لوازم جانبی آن‌ها می‌شد بلکه طیف وسیعی از کالاهای مارک‌دار مانند کتاب، پوشاک، لوازم آرایشی و بازی‌های ویدیویی را نیز شامل می‌شد. باربی یک امتیاز چندرسانه‌ای دارد که با باربی در فندق شکن در سال ۲۰۰۱ آغاز شد. پس از آن باربی به عنوان یک بازیگر مجازی در مجموعه‌ای از فیلم‌های انیمیشن رایانه‌ای ظاهر شد. این فیلم‌ها تا سال ۲۰۱۷ هم در قالب‌های ویدیویی خانگی توزیع می‌شدند و هم از شبکه نیکلودئون پخش می‌شدند. از سال ۲۰۱۷ به بعد این فیلم‌ها از طریق سرویس‌های استریم (مانند نتفلیکس) منتشر می‌شوند.
تا سال ۲۰۱۳ فروش فیلم‌های باربی در قالب ویدیو خانگی به بیش از ۱۱۰ میلیون واحد در سراسر جهان رسیده است. پیش از این فیلم‌ها این برند در سال ۱۹۸۷ در واکنش به افزایش رسانه‌های دیجیتال در آن زمان، دو برنامه تلویزیونی ویژه به نام‌های «باربی و راکرها: خارج از این دنیا» و «باربی و سنسیشنز: راکن' بازگشت به زمین» داشت. به دنبال آن باربی الهام بخش آهنگ دختر باربی، آهنگ موفق رقص/اروپایی پاپ توسط گروه آکوا شد. همچنین باربی در چندین سریال تلویزیونی و اینترنتی از جمله: باربی: زندگی در خانه رؤیایی و باربی: ماجراهای خانه رؤیایی ظاهر شده است. گذشته از فیلم‌های مستقل باربی، باربی به عنوان شخصیت مکمل در فیلم‌های داستان اسباب‌بازی و مای سین بوده است. در سال ۲۰۱۵ باربی به عنوان یک وبلاگ‌نویس در یوتیوب ظاهر شد و در مورد زندگی تخیلی خود، مد، دوستان و خانواده و حتی موضوعات دشواری مانند افسردگی و نژادپرستی صحبت کرد. نخستین فیلم لایو اکشن باربی با بازیگری مارگو رابی در فیلم باربی در سال ۲۰۲۳ اکران شد.

## بیوگرافی تخیلی

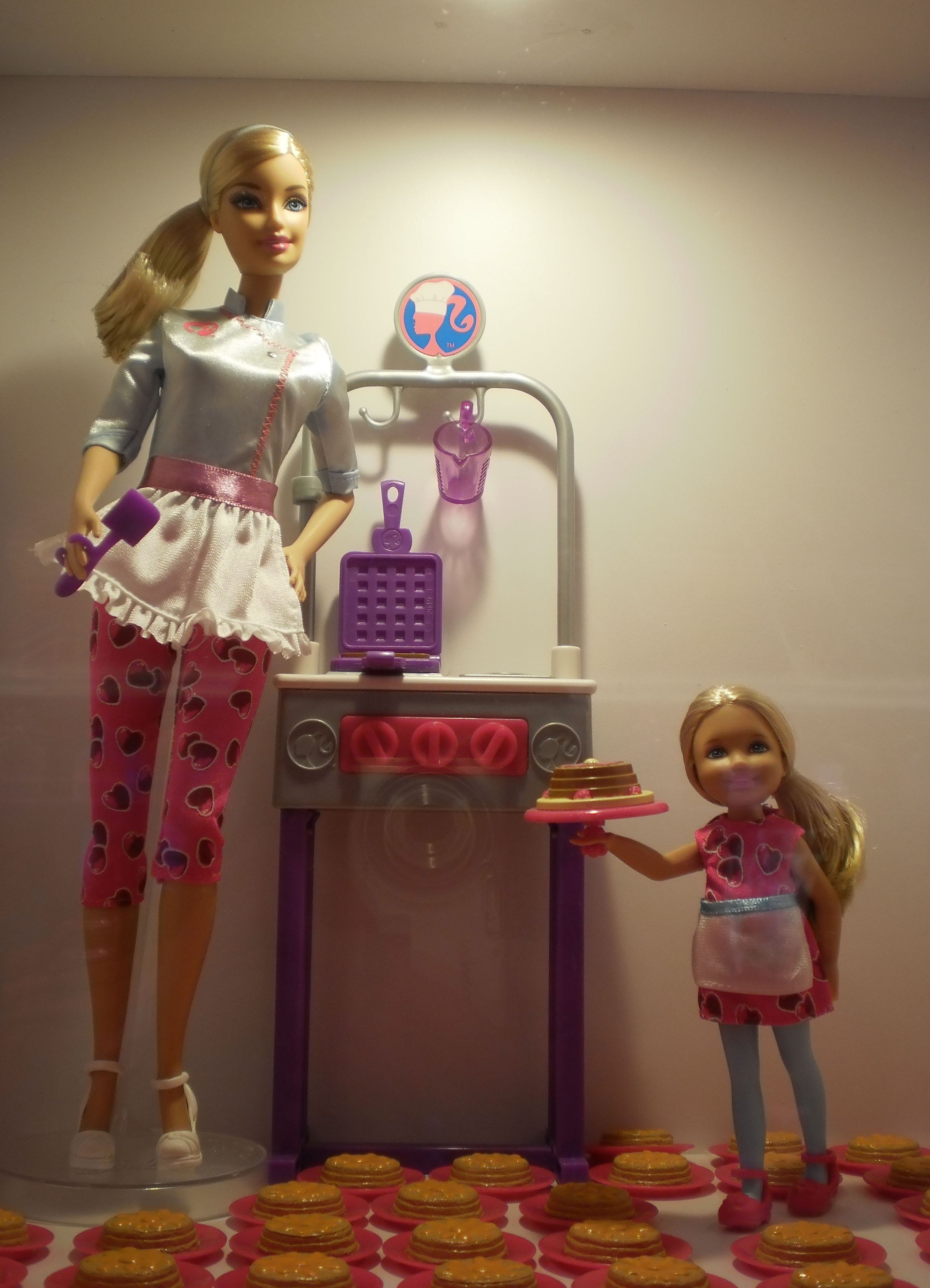
یک عروسک باربی به همراه عروسک چلسی (خواهر کوچک باربی)

نام کامل باربی «باربارا میلیسنت رابرتز» است. در مجموعه رمان‌های منتشر شده توسط راندوم هاوس در دهه ۱۹۶۰ نام والدین او جورج و مارگارت رابرتز از شهر تخیلی ویلو در ویسکانسین است. در رمان‌های راندوم هاوس، باربی در دبیرستان ویلو تحصیل می‌کرد. در حالی که در کتاب‌های دختر نسل، منتشر شده توسط گلدن بوکز در سال ۱۹۹۹، او در دبیرستان بین‌المللی منهتن در شهر نیویورک حضور داشت.
باربی یک رابطه عاشقانه با دوست پسرش کن (نام کامل "کنت کارسون") که نخستین بار در سال ۱۹۶۱ ظاهر شد دارد. متل در فوریه ۲۰۰۴ اعلام کرد که باربی و کن تصمیم به جدایی گرفته‌اند؛ اما در فوریه ۲۰۰۶ آنها امیدوار بودند که پس از تغییر مجدد کن رابطه خود را احیا کنند. در سال ۲۰۱۱ متل کمپینی را برای کن راه اندازی کرد تا محبت باربی را دوباره به دست آورد. این زوج رسماً در روز ولنتاین ۲۰۱۱ دوباره کنار هم قرار گرفتن. با این حال از سال ۲۰۱۸ و در مجموعه سریال‌های باربی: ماجراهای خانه رؤیایی، این زوج فقط به عنوان دوست یا همسایه دیده می‌شوند.
متل طیف وسیعی از همراهان و خویشاوندان را برای باربی ایجاد کرده است. او سه خواهر کوچکتر دارد: اسکیپر، استیسی و چلسی (تا سال ۲۰۱۱ به نام کلی شناخته می‌شد). خواهران باربی در بسیاری از مجموعه فیلم‌های باربی با او همبازی بوده‌اند. دیگر اعضای خانواده باربی شامل: تاد (برادر دوقلوی استیسی)، کریسی (یک خواهر نوزاد)، فرانسی (دختر خاله) جزی (دخترخاله دوم)
می‌شوند. دوستان باربی عبارتند از: عروسک اسپانیایی‌تبار ترزا، میج، عروسک آفریقایی/آمریکایی کریستی و استیون (دوست پسر کریستی). باربی همچنین با بلین (موج سوار استرالیایی) در طول جدایی خود از کن در سال ۲۰۰۴ دوست بود.
باربی بیش از ۴۰ حیوان خانگی از جمله گربه و سگ، اسب، پاندا، توله شیر و گورخر داشته است. او دارای طیف وسیعی از وسایل نقلیه از جمله بیتل صورتی، شورلت کوروت، خودروهای کروکی، ترایلرز و جیپ است. همچنین باربی گواهینامه خلبانی نیز دارد که علاوه بر خدمت به عنوان مهماندار هواپیما از هواپیماهای تجاری نیز استفاده می‌کند. حرفه باربی طوری طراحی شده است که نشان دهد زنان می‌توانند نقش‌های مختلفی را در زندگی به عهده بگیرند. این عروسک با طیف گسترده‌ای از عناوین از جمله باربی فضانورد (۱۹۶۵)، دکتر باربی (۱۹۸۸)، و نسکار باربی (۱۹۸۸) فروخته شده است.

## میراث و نفوذ

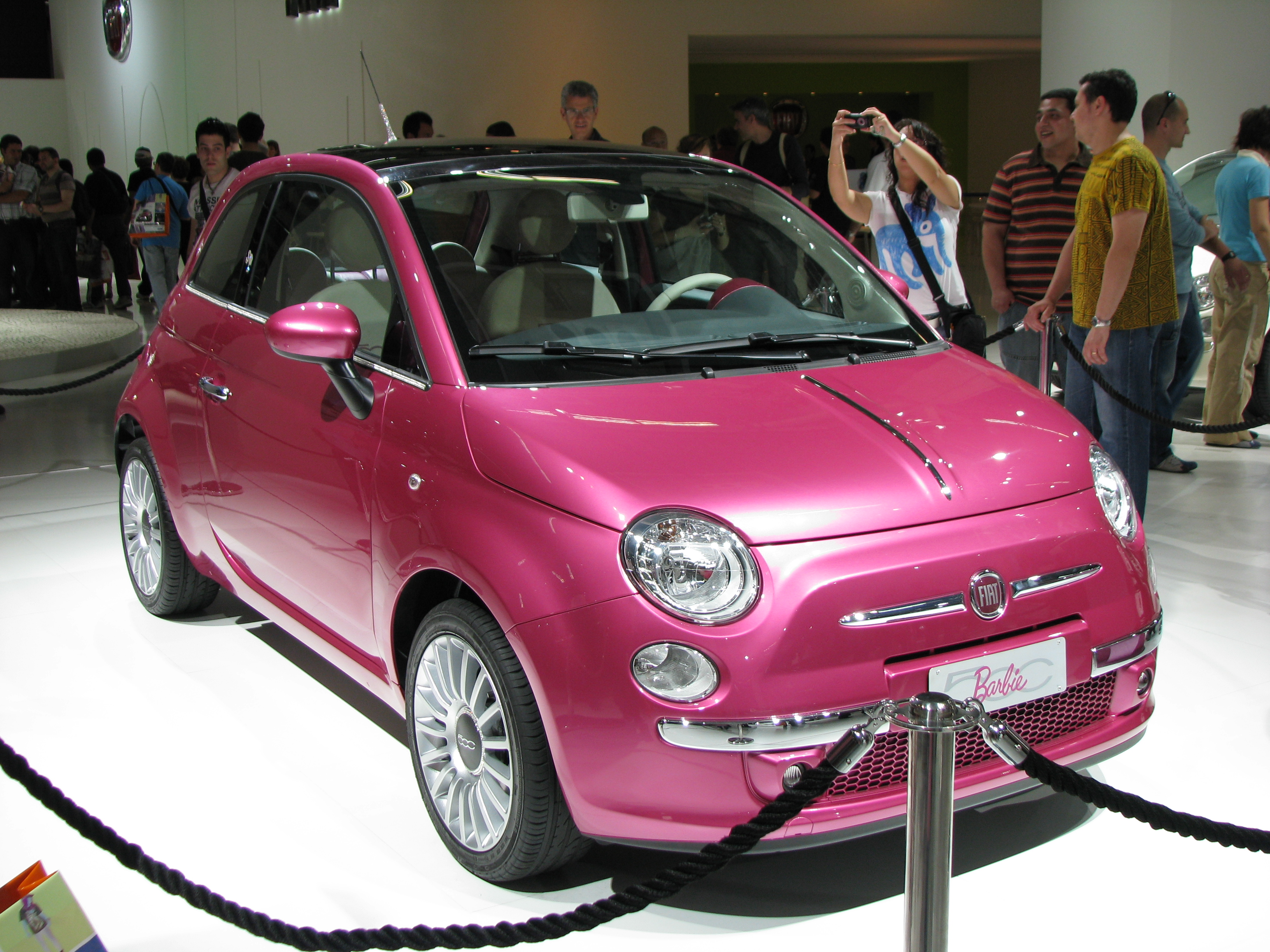
فیات باربی ۵۰۰ نمایشگاه اتومبیل بارسلون ۲۰۰۹.

باربی به یک نماد فرهنگی تبدیل شده است و افتخاراتی به او داده شده است که در دنیای اسباب بازی نادر هستند. در سال ۱۹۷۴ بخشی از میدان تایمز در شهر نیویورک برای یک هفته به بلوار باربی تغییر نام داد. موزه هنرهای تزئینی پاریس در موزه لوور نمایشگاه باربی را در سال ۲۰۱۶ برپا کرد. این نمایشگاه ۷۰۰ عروسک باربی را در دو طبقه و همچنین آثار هنرمندان معاصر و اسناد (روزنامه، عکس، ویدئو) که باربی را به تصویر می‌کشد به نمایش گذاشت.
در سال ۱۹۸۶ اندی وارهول نقاشی باربی را خلق کرد. این نقاشی در حراج کریستیز لندن به قیمت ۱/۱ میلیون دلار فروخته شد. در سال ۲۰۱۵ بنیاد اندی وارهول با متل همکاری کرد تا باربی اندی وارهول را بسازد.
هنرمند مدلینگ «ال کاربی» هزاران عکس از باربی گرفت و تعداد بی‌شماری کلاژ و دیوراما با حضور باربی در محیط‌های مختلف خلق کرد. کاربی موضوع مستند بلند جادویی جهان بود. هنر کلاژ کاربی در نمایشگاه باربی سال ۲۰۱۶ در موزه هنرهای تزئینی پاریس در بخش مربوط به هنرمندان تجسمی که از باربی الهام گرفته‌اند، ارائه شد.
در سال ۲۰۱۳ در تایوان، نخستین رستوران با تم باربی به نام «کافه باربی» زیر نظر گروه سینلاکو افتتاح شد.
اکونومیست بر اهمیت باربی برای تخیل کودکان تأکید کرده است:
باربی از روزهای اولیه خود به عنوان یک مدل مد نوجوان، به عنوان فضانورد، جراح، ورزشکار المپیک، اسکی باز، مربی ایروبیک، گزارشگر اخبار تلویزیون، دامپزشک، ستاره راک، پزشک، افسر ارتش، خلبان نیروی هوایی، دیپلمات قله، موزیسین رپ، نامزد ریاست جمهوری (حزب تعریف نشده)، بازیکن بیسبال، غواص، نجات غریق، آتش‌نشان، مهندس، دندانپزشک، و بسیاری دیگر ظاهر شده است. زمانی که باربی برای اولین بار وارد مغازه‌های اسباب‌بازی‌فروشی شد، درست زمانی که دهه ۱۹۶۰ شروع به کار کرد، بازار عروسک‌ها عمدتاً از نوزادان تشکیل شده بود که طراحی شده بودند تا دختران آنها را در گهوراه بخوابانند، تکان دهند و غذا دهند. متل با ایجاد یک عروسک با ویژگی‌های بزرگسالان، دختران را قادر ساخت تا به هر چیزی که می‌خواهند تبدیل شوند.

## انتقادها
از اننقادهای وارده به باربی این است که همیشه اندامی لاغر و کشیده دارد. اندام، چهره، رنگ مو و چشم، و ظاهر باربی، مانند مردم سفیدپوست است؛ بنابراین باربی به نژادپرستی و برترپنداری نژاد سفید متهم می‌شود.
پاسخ باربی این است که به نسبت گفتگوهای همیشگی در مورد اندام و ظاهر این عروسک، کمتر به جنبه‌های مثبت آن پرداخته شده است. یک نمونه آن باربی بدون مویی به نام «اِلا» است که به خاطر همدردی با شیمی‌درمانی کودکان سرطانی مو ندارد.

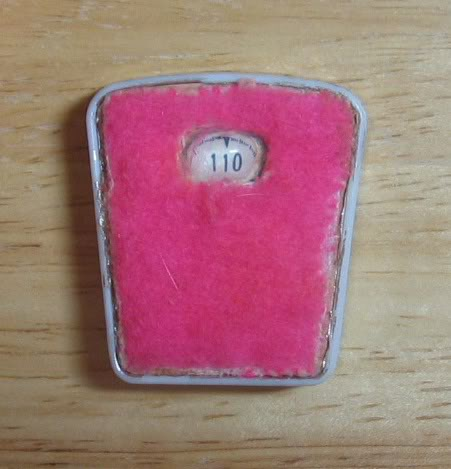
ترازوی باربی که همیشه ۵۰ کیلوگرم را نشان می‌دهد.

## حاشیه
- در سال ۲۰۰۳ عربستان سعودی فروش باربی را به دلیل عدم سازگاری با فرهنگ و اندیشه‌های اسلام، غیرقانونی کرد. هیئت امر به معروف و نهی از منکر اعلام کرد که عروسک‌های یهودی باربی با پوشش آشکار و وضعیت ننگین و متعلقات و ابزارشان نمادی از فساد و انحراف غرب هستند.[۴۰]
- در کشورهای خاور میانه عروسکی مانند باربی و با پوشش اسلامی و با نام فولا می‌کوشد تا بیشترین مقبولیت را در بازار اسلامی به‌دست‌آورد.[۴۱]
- در ایران عروسک‌های دارا و سارا که توسط کانون پرورش فکری کودکان و نوجوانان ساخته شد جایگزین باربی به‌شمار می‌روند؛ ولی مورد استقبال جامعه ایرانی قرار نگرفتند.[۳][۴۲] در سال ۱۳۹۰ نیروی انتظامی ایران برای مقابله با قدرت نرم غرب، فروش عروسک‌های باربی را ممنوع کرد.[۴۳]
- کلمه باربی به مرور زمان به معنای دختران و زنان زیبا به کار می‌رود.[۴۴]

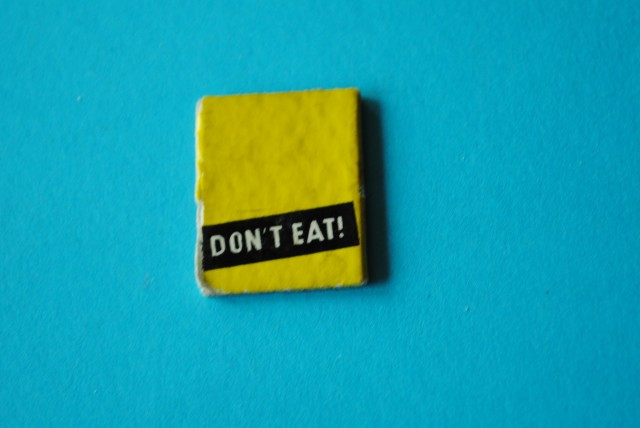
پشت کتاب عروسک «چگونه وزن کم کنیم» باربی نوشته: «غذا نخورید!»

## رنگ صورتی
عروسک باربی رنگ صورتی خاص خودش را با شمارهٔ PMS 219C دارد و تنها برندی است که می‌تواند از این نوع رنگ صورتی استفاده کند.

## فیلم‌شناسی
از سال ۲۰۰۱ (میلادی) تاکنون فیلم‌های زیادی از روی شخصیت باربی ساخته شده‌اند.
مجموعه فیلم‌های باربی:
- باربی در فندق‌شکن (۲۰۰۱)
- باربی در نقش راپانزل (۲۰۰۲)
- دریاچه قو باربی (۲۰۰۳)
- باربی در نقش شاهزاده و گدا (۲۰۰۴)
- باربی سرزمین پریان (۲۰۰۵)
- باربی و جادوی اسب بالدار (۲۰۰۵)
- باربی در ۱۲ پرنسس رقصان (۲۰۰۶)
- باربی سرزمین پریان پری دریایی (۲۰۰۶)
- خاطرات باربی (۲۰۰۶)
- باربی سرزمین پریان جادوی رنگین کمان (۲۰۰۷)
- باربی به عنوان پرنسس جزیره(۲۰۰۷)
- باربی مری پوسا و دوستان پری پروانه‌ای او (۲۰۰۸)
- باربی و قصر الماس (۲۰۰۸)
- باربی در یک سرود کریسمس (۲۰۰۸)
- باربی هدیه تامبلینا (۲۰۰۹)
- باربی و سه تفنگدار (۲۰۰۹)
- باربی در یک داستان پری دریایی (۲۰۱۰)
- باربی یک مُد رؤیایی (۲۰۱۰)
- باربی راز یک پری (۲۰۱۱)
- باربی مدرسه افسون پرنسس (۲۰۱۱)
- باربی یک کریسمس عالی (۲۰۱۱)
- باربی در داستان یک پری دریایی ۲ (۲۰۱۲)
- باربی پرنسس و ستاره پاپ (۲۰۱۲)
- باربی در کفش‌های صورتی (۲۰۱۳)
- باربی مری پوسا و پرنسس پریان (۲۰۱۳)
- باربی و خواهرانش در داستان یک اسب (۲۰۱۳)
- باربی پرنسس مروارید (۲۰۱۴)
- باربی و در اسرارآمیز (۲۰۱۴)
- باربی در نیروی پرنسس (۲۰۱۵)
- باربی راک سلطنتی (۲۰۱۵)
- باربی و خواهرانش در ماجراجویی بزرگ توله سگ‌ها (۲۰۱۵)
- باربی جوخه جاسوسان (۲۰۱۶)
- باربی ماجراجویی نور ستاره (۲۰۱۶)
- باربی و خواهرانش در یک تعقیب و گریز توله سگ (۲۰۱۶)
- باربی قهرمان بازی ویدویی (۲۰۱۷)
- باربی دلفین جادویی (۲۰۱۷)
- باربی: زندگی در خانه رؤیایی (سریال اینترنتی) (۲۰۱۲ تا ۲۰۱۵)
- باربی ماجراجویی پرنسس (۲۰۲۰)
- باربی: چلسی و تولد گمشده (۲۰۲۱)
- باربی در شهر بزرگ، رویاهای بزرگ (۲۰۲۱)
- باربی (۲۰۲۳)

باربی در برخی فیلم‌های دیگر مانند داستان اسباب‌بازی ۱ و داستان اسباب‌بازی ۲ و داستان اسباب‌بازی ۳ و داستان اسباب‌بازی ۴ نیز حضور داشته است.